# Adrian Fry
Adrian Fry (1969) is een Britse jazz-trombonist, componist en arrangeur.
Fry toerde in 2005  met Gillespiana en Lew Soloff (in Spanje en Frankrijk), een jaar later met de bigband van Tony Hadley en in 2008 met Michael Feinstein. Hij speelt met veel Britse groepen, waaronder Back to Basie (waarvoor hij arrangeert), de groep van Alan Barnes, de band van Acker Bilk, Ken McCarthy Septet en de Ray Gelato Giants. Hij is lid van het Don Weller Electric Octet en, sinds 2011, van het bekende Pasadena Roof Orchestra. Ook heeft hij een eigen band, samen met Ian Bateman: The Bone Supremacy. Deze groep met vijf trombonisten bracht in 2010 een album uit. Hij nam verder op met Incognito, Karen Sharp en de groep van Frank Griffith (waarvoor hij ook componeerde en arrangeerde). In 2010 werd hij assistent-musical director voor het BBC-programma Weekend Wogan en arrangeerde voor talloze musici die hierin optraden, zoals Glen Campbell, Paul Carrack, Tony Christie, Charlotte Church, Chris de Burgh, John Legend, Brian May, Leon Russell en Sandie Shaw.

## Discografie
- Introducing the Bone Supremacy, Lake Records, 2010